# Alfonso Dulanto
Alfonso Antonio Dulanto Corzo (ur. 22 lipca 1969 w Limie) – peruwiański piłkarz występujący na pozycji środkowego obrońcy. Dwudziestopięciokrotny reprezentant Peru, z którym zajął czwarte miejsce na Copa América 1997.

## Życie prywatne
Syn Alfonsa, Gustavo, również jest piłkarzem. Obecnie reprezentuje Sheriffa Tyraspol.